# Azmina Dhrodia
Azmina Dhrodia (1985) es una escritora y activista canadiense experta en género, tecnología y derechos humanos. Ha sido responsable de estos temas en la World Wide Web Foundation. Ha trabajado para Amnistía Internacional y Block Party.

## Trayectoria
Dhrodia nació en Canadá en 1985. Su primera licenciatura fue en Ciencias Políticas en la Universidad de Columbia Británica. Fue a la London School of Economics para realizar su maestría.

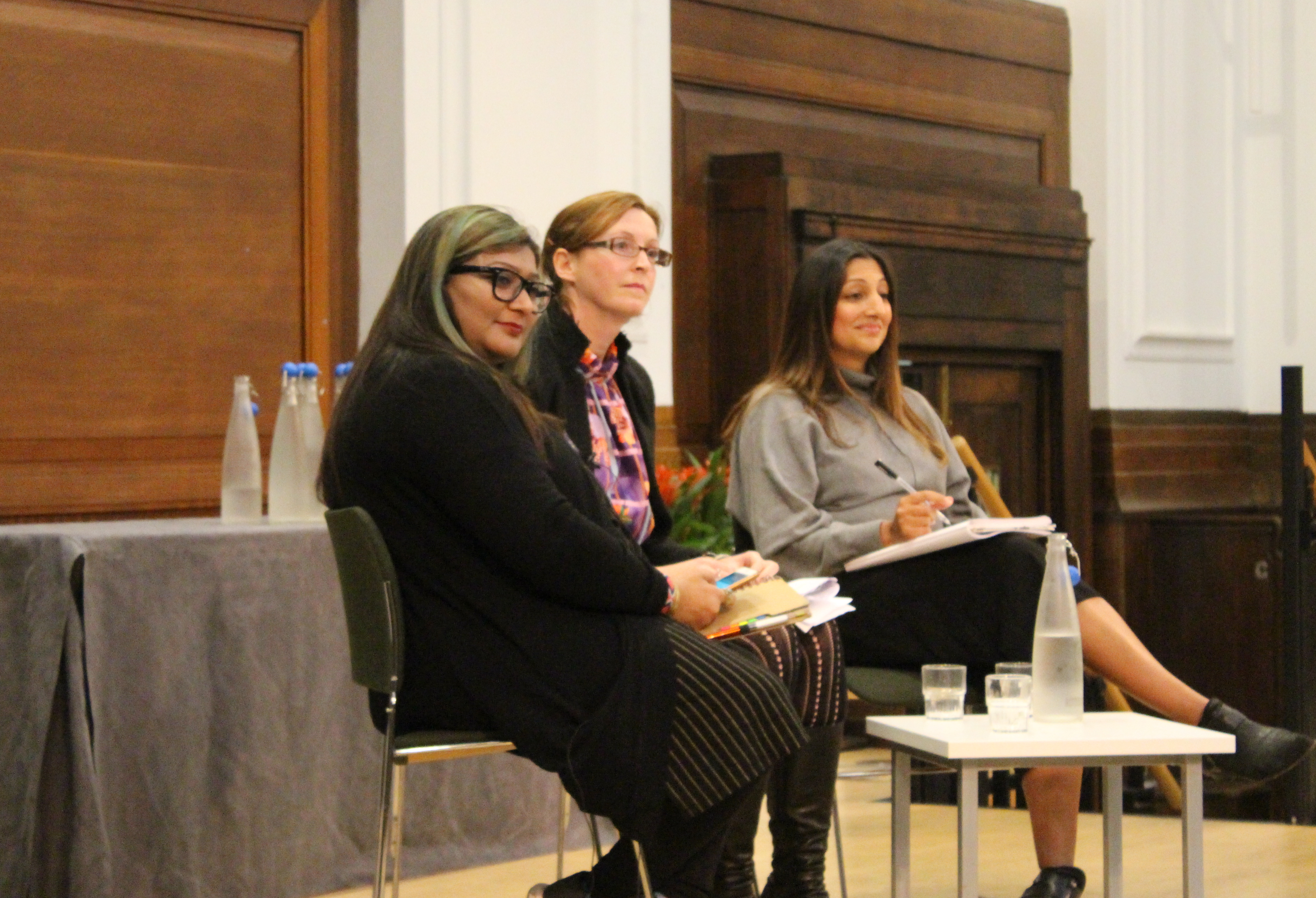
Dhrodia a la derecha en la Conferencia de Open Rights Group en noviembre de 2017 con Nighat Dad a la izquierda y Maria Farrell en el centro

Trabajó para Amnistía Internacional de 2010 a 2018. En 2018 fue Investigadora sobre Tecnología y Derechos Humanos en Amnistía.
Ha escrito para HuffPost donde ha dado voz a otras mujeres destacadas, entre ellas Laura Bates, Miski Noor, Nosheen Iqbal, Imani Gandy, Zoe Quinn, Jessica Valenti, Diane Abbott y Nicola Sturgeon. El artículo se titulaba " What Women Want Twitter To Know About Online Abuse (Lo que las mujeres quieren que Twitter sepa sobre el abuso on-line)" y alentaba a los lectores a ponerse en contacto con Jack Dorsey, de Twitter, que acababa de escribir que quería "apoyar a las mujeres de todo el mundo para que sus voces se escuchen". Escribió el informe "Toxic Twitter: Violence and Abuse Against Women Online (Twitter tóxico: violencia y abuso contra las mujeres en línea)", que analiza no solo el abuso on-line basado en el género, sino también en la raza y la clase.
En septiembre de 2019 se unió a la junta directiva del Open Rights Group.
Desde octubre de 2020 ha trabajado para la World Wide Foundation. En julio de 2021 organizó la preparación de una carta abierta firmada por 200 mujeres notables para exigir que acabara el abuso on-line abuse. En octubre de 2021 comenzó a trabajar para la app Bumble 2021 como Directora de Política de Seguridad.
En diciembre de 2021 fue reconocida en la lista de mujeres inspiradoras 100 Women (BBC).